# The American Interest
The American Interest (TAI) — американский журнал, выходящий дважды в месяц, и веб-сайт, посвящённые событиям в мире и внешней политике США. TAI основан в 2005 году членами редколлегии издания The National Interest (NI), среди его основателей были Збигнев Бжезинский и лауреат Нобелевской премии по экономике Дуглас Норт. Председателем редколлегии является также один из сооснователей журнала политолог Фрэнсис Фукуяма. Появлению TAI предшествовал конфликт в редакции NI, после чего Фукуяма с единомышленниками покинул редколлегию последнего. По состоянию на 2017 год в редколлегию TAI входят лауреат Пулитцеровской премии Энн Эпплбаум, профессора Элиот Коэн, Тайлер Коуэн, Robert H. Frank, William Galston и другие. С журналом сотрудничал профессор Уолтер Рассел Мид.